# Eragon (film)
Eragon (2006) este un film de aventuri fantasy bazat pe romanul cu același nume scris de autorul Christopher Paolini. Rolul principal este interpretat de Edward Speleers, iar în rolurile secundare apar actorii Jeremy Irons, Garrett Hedlund, Sienna Guillory, Robert Carlyle, John Malkovich, Djimon Hounsou, Alun Armstrong, Joss Stone. Vocea dragonului Saphira este interpretată de Rachel Weisz.

## Prezentare
Filmul arată povestea unui băiat (Edward Speleers) care dintr-un orfan sărac ajunge un cavaler ce trebuie să înfrunte forțele Răului. În această luptă el este ajutat de mentorul său, Brom (Jeremy Irons) și de dragonul Saphira.

## Povestea
Eragon trăiește în Alagaesia, o lume fantastică în care oamenii conviețuiesc alături de creaturi fantastice și unde magia este ceva obișnuit. Eragon, plimbându-se prin pădurea de lângă casa sa, găsește un obiect pe care-l consideră a fi o piatră prețioasă. Dar obiectul se dovedește a fi un ou de dragon, unul din cele 3 supraviețuitoare al rasei sale. Din acest moment viața lui Eragon se va schimba, el fiind „ales” să înfrunte tirania regelui Galbatorix, a umbrei Durza și a celor aflați sub puterea sa. Eragon va deveni un Dragon Raider care pleacă într-o călătorie, alături de dragon și mentorul său Brom, ca s-o salveze pe prințesa din Ellesmera, Arya, una din numeroasele victime ale lui Galbatorix și Durza.

## Distribuția
- Edward Speleers este Eragon
- Jeremy Irons este Brom, mentorul lui Eragon
- Sienna Guillory este Arya Dröttningu
- Robert Carlyle este vrăjitorul Durza
- John Malkovich este regele Galbatorix
- Garrett Hedlund este Murtagh
- Alun Armstrong este Garrow
- Chris Egan este Roran
- Gary Lewis este Hrothgar
- Djimon Hounsou este Ajihad
- Rachel Weisz - vocea dragonului Saphira
- Richard Rifkin este Horst
- Steven Spiers este Sloan
- Joss Stone este vrăjitoarea Angela
- Caroline Chikezie este Nasuada

## Producția
Stefen Fangmeier debutează ca regizor, iar Edward Speleers se află la primul său rol într-un film. În film trebuia să apară și Ian McKellen (Gandalf - Stăpânul inelelor) sau Patrick Stewart în rolul lui Brom, dar aceștia erau implicați în filmările pentru X-Men: Ultima înfruntare. Pe lista actorilor care să interpreteze rolul lui Eragon au figurat și Shia LaBeouf sau Elijah Wood, dar în cele din urmă producătorii filmului l-au ales pe Edward Speleers. Cântăreața Joss Stone are o scurtă apariție în rolul vrăjitoarei Angela.

### Filmarea

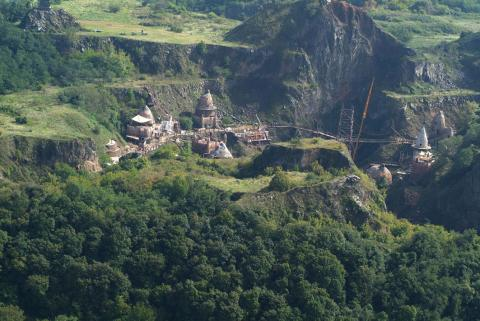
Vederea aeriană a vulcanului Ság, unde au fost realizate scenele cu ținutul muntos Farthen Dûr

În august 2005, Fox a început filmările la Eragon în diferite locuri din Ungaria și Slovacia, printre care:
- Budapesta, Ungaria
- Ság-hegy, Ungaria
- Celldömölk, Ungaria
- High Tatras, Slovacia

Filmările s-au terminat în septembrie și a început etapa de post-producție, adăugându-se scene create pe calculator.